# Safia brunca
Safia brunca är en fjärilsart som beskrevs av William Schaus 1901. Safia brunca ingår i släktet Safia och familjen nattflyn. Inga underarter finns listade.